# La Celestina (pel·lícula de 1969)
La Celestina és una pel·lícula dramàtica espanyola de 1969 dirigida per César Fernández Ardavín. La pel·lícula va ser seleccionada com a entrada espanyola al Oscar a la millor pel·lícula de parla no anglesa als Premis Oscar de 1969, però no va ser acceptada com a nominada. També va participar al 6è Festival Internacional de Cinema de Moscou.

## Sinopsi
Als darrers anys de l'edat mitjana es fa la processó del Corpus a la ciutat de Toledo. Allà, el jove Calixto coneix la bella dama Melibea, de la que s'enamora immediatament, intentant festejar-la, però només aconsegueix el rebuig de la jove. Decidit a convertir-la en la seva amant, Calixto la persegueix allà on va, provocant així trobades "incidentals". Aleshores l'amant decideix seguir els consells del seu criat Semproni anar a un vella casamentera anomenada Celestina, que, amb l'ajut de les seves malvades arts i consells, fa inclinar la voluntat de Melibea i provoca conseqüències tràgiques per a tothom. Basada en l'obra de teatre La Celestina de Fernando de Rojas.

## Repartiment
- Julián Mateos com a Calisto
- Elisa Ramírez com a Melibea
- Amelia de la Torre com a Celestina
- Hugo Blanco
- Gonzalo Cañas
- Heidelotte Diehl com a Areúsa
- Eva Guerr com a Lucrecia
- Eva Lissa com a Alisa
- Antonio Mancho
- Antonio Medina
- Ursula Mellin com a Elicia (com a Uschi Mellin)
- Konrad Wagner com a Pleberio

## Premis
Als Premis del Sindicat Nacional de l'Espectacle de 1969 va guanyar el primer premi a la millor pel·lícula, el premi a la millor pel·lícula i a la millor música.